# Takae Itō (femme politique, 1968)
Ne doit pas être confondu avec Takae Itō (femme politique, 1975).
Takae Itō (伊藤孝江, Itō Takae), née le 13 janvier 1968, est une femme politique japonaise, représentant la préfecture de Hyōgo à la Chambre des conseillers du Japon pour le Kōmeitō. Elle est nommée en 2022 dans le gouvernement Kishida II au poste de secrétaire parlementaire chargée de de l'Éducation, de la Culture, des Sports, des Sciences et de la Technologie.

## Jeunesse et études
Itō naît le 13 janvier 1968 à Amagasaki, dans la préfecture de Hyōgo. Elle effectue ses études supérieures en droit à l'Université du Kansai.

## Carrière électorale
Itō se présente aux élections à la Chambre des conseillers du Japon de 2016, avec l'investiture du Kōmeitō, dans la préfecture de Hyōgo. Elle est également soutenue par le PLD et le premier ministre Shinzō Abe lui-même.
La circonscription de Hyōgo est placée comme l'une des priorités du parti. Itō est élue à l'issue de ce scrutin, et fait ainsi son entrée à la Chambre des conseillers du Japon. C'est la première fois en 24 ans qu'une figure du Kōmeitō obtient un siège à Hyōgo.
Elle est candidate à sa succession en 2022, et conserve son siège.

## Prises de positions
Dès son parcours d'avocate, elle se spécialise dans le soutien aux populations fragiles, comme les enfants, les individus en situation de handicap ou les sans-abris. 
Par ailleurs, Itō est favorable à la mise en place de quotas féminins dans la vie politique japonaise, afin de favoriser l'accès à ces dernières à des postes à plus haut niveau et briser le plafond de verre. Elle se prononce également en faveur de l'abaissement de l'âge légal pour voter, et souhaite pouvoir accorder le droit de vote aux élections locales aux étrangers résidents permanents. 
Elle se déclare strictement opposée à la visite des politiques au sanctuaire Yasukini, sanctuaire shinto, considéré par certains comme l'un des symboles du passé colonialiste du Japon et des nationalistes.